# Stefano Domenicali

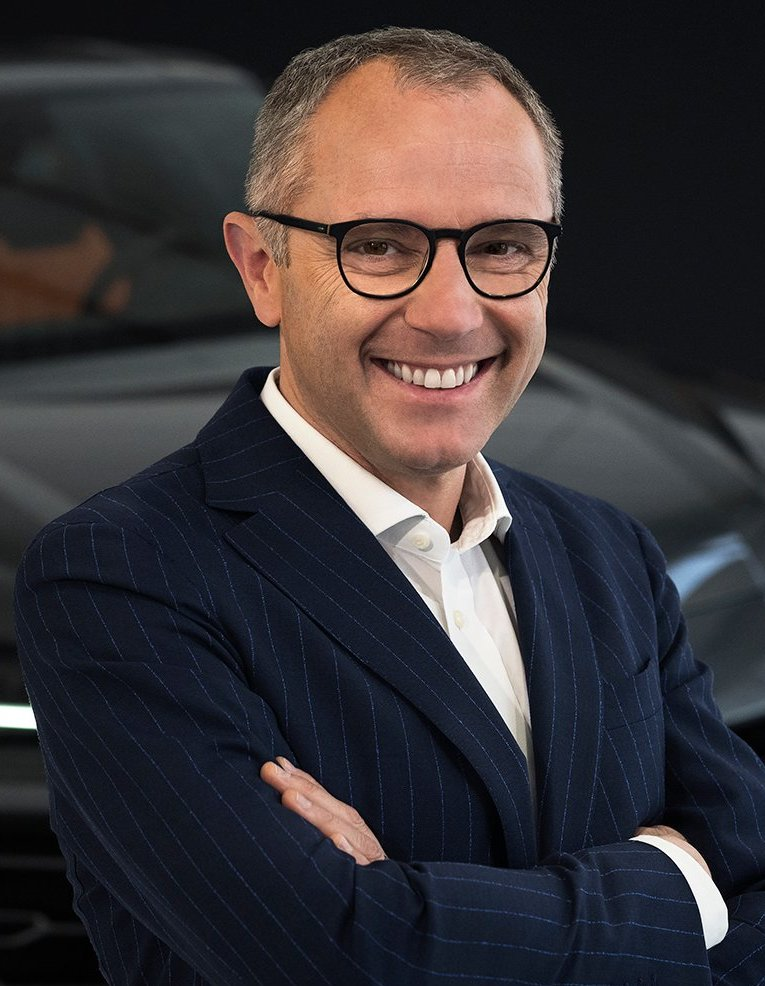
Stefano Domenicali (2020)

Stefano Domenicali (Imola, 11 mei 1965) was teambaas van het Formule 1 team van Ferrari, gedurende de periode 2008 tot en met 2014.

## Carrière
Domenicali kwam na eerst in het Italiaanse zakenleven gewerkt te hebben, in 1991 terecht bij Ferrari, als beleidsmedewerker. Vervolgens werkte hij als beleidsmedewerker voor het raceteam van Ferrari, in Mugello. In 1995 werd hij het hoofd van de sportafdeling van Ferrari, om in 1996 aan de slag te gaan als teammanager. In november 2007 kondigde Ferrari aan dat Domenicali opvolger zou worden van de toenmalige teambaas Jean Todt.
Onder leiding van Domenicali behaalde Ferrari één constructeurstitel en kwam het drie keer dicht bij een wereldkampioenschap voor coureurs. In 2008 leek Felipe Massa dertig seconden lang kampioen en in 2010 en 2012 kwam Fernando Alonso heel dichtbij. Het bleef echter bij tweede plaatsen, na een gouden tijdperk onder leiding van Jean Todt en Ross Brawn.
In 2014 vertrok Stefano Domenicali na strubbelingen bij Ferrari, enkele maanden na zijn vertrek bij Ferrari werd hij door Audi aangesteld waarna hij in 2016 bij Lamborghini werd aangesteld als CEO.
Vanaf januari 2021 is Domenicali Chairman en Chief Executive van Formula One Group.